# Mesorregión Metropolitana de Porto Alegre
La mesorregión Metropolitana de Porto Alegre es una de las siete mesorregiones del estado brasileño del Rio Grande do Sul. Es formada por la unión de 98 municipios agrupados en seis microrregiones.

## Microrregiones
- Camaquã
- Gramado-Canela
- Montenegro
- Osório
- Porto Alegre
- São Jerônimo